# Атавизам
У биологији, атавизам је модификација биолошке структуре при чему се генетска особина предака поново појављује након што је изгубљена кроз еволуциону промену у претходним генерацијама. Атавизми се могу јавити на неколико начина, од којих је један када су гени за претходно постојеће фенотипске карактеристике сачувани у ДНК, а они постају изражени кроз мутацију која или елиминише доминантне гене за нове особине или чини да старе особине доминирају новим.  Бројне особине могу варирати као резултат скраћивања феталног развоја неке особине (неотенија) или продужења исте. У таквом случају, промена у времену у коме је особина дозвољена да се развије пре него што се фиксира може довести до појаве фенотипа предака. Атавизми се често посматрају као доказ еволуције.
У друштвеним наукама, атавизам је тенденција реверзије. На пример, људи у модерној ери се враћају на начине размишљања и деловања из прошлих времена.
Реч атавизам потиче од латинске речи atavus — пра-пра-пра-прадеда или, уопштеније, предак.